# 秋吉久美子
秋吉 久美子（あきよし くみこ、1954年〈昭和29年〉7月29日 - ）は、日本の女優。本名は、小野寺 久美子（おのでら くみこ）。静岡県富士宮市生まれ、福島県いわき市出身。

## 略歴

### 生い立ち
北海道函館市出身で研究者だった父親が戦後に結核を患い、静岡県富士宮市の療養所に入り、地元出身の看護師だった母親と結婚し当地で生まれた。小学生のころに亡くなった祖母との別れが一番印象に残っているとインタビューで語っている。妹が一人いる。その後、父が徳島県海部郡日和佐町（現在の美波町）の高等学校に化学教師として赴任したため家族で移住した。しかし、高温多湿の気候が体の弱い父には辛く、本人が小学校入学直前に福島県いわき市に移り、6歳から18歳までいわき市で暮らす。なお、父方の祖父は宮城県仙台市出身で、血縁的にも東北地方とは所縁があった。父は小名浜の福島県水産試験場に勤務し、場長を務める。アクアマリンふくしまの立ち上げにも尽力した。福島県いわき市小名浜第一中学校、福島県立磐城女子高等学校（現在の福島県立磐城桜が丘高等学校）を卒業した。高校時代は文芸部の部長をしていた。あちこちの雑誌やテレビなどでもらした言葉を集めた『つかのまの久美子』（1977年、青春出版社）ではユニークで鋭い感性が光っており、五木寛之も「静かな平凡を夢見る卓抜な個性」と帯に感想を書いている。
高校3年生だった1972年、受験勉強中に聴いたラジオの深夜放送・吉田拓郎の『パックインミュージック』で、吉田が音楽を担当した松竹映画『旅の重さ』のヒロイン募集を聞き、親に内緒でオーディションを受けたのが芸能界入りしたきっかけである。

### 女優として
『旅の重さ』の主役オーディションでは主役に決まりかけていたが、遅れて来た高橋洋子に主役を取られ、自殺する文学少女に扮して本名で映画初出演した。夏休みの1週間だけ撮影に参加し、出演料は7万5千円だった。撮影現場の空気は肌に合ったが、女優になろうとはすぐには思わず、大学へ行こうと思い受験勉強に励む。翌1973年、大学受験に失敗し大きなショックを受ける。いわき市で予備校通いをしたが、浪人も面白くなく、予備校も休みがちになってブラブラしていたとき、隣町で観た街頭アングラ演劇「はみだし劇場」に感銘を受け、同劇場の劇作家・内田栄一の妻・内田ゆきに身柄をあずけ上京した。内田ゆきは秋吉のマネージャーになった。最初の仕事は赤福もちのCMだった。同年、斎藤耕一監督の『花心中』に一シーンだけ顔を出したのち、芸名を「秋吉久美子」として松本俊夫監督の『十六歳の戦争』に主演して本格的に映画デビューした。しかしこの作品は難解だという理由で1976年まで公開されなかった。1974年、藤田敏八監督の青春映画『赤ちょうちん』で、奇妙な魅力をたたえた女優などと評価されヒットし、名が浸透する。続けて秋吉主演で『妹』、『バージンブルース』（日活）と立て続けに製作され、人気が急上昇した。「クミコ、君を乗せるのだから…」とナレーションが入る日産チェリーF-IICMでは可愛らしさで世の男をノックアウトさせ、愛くるしい表情、70年代を表現する繊細な存在感、今までの日本の青春映画を脱却した大胆な脱ぎっぷりで、桃井かおりとともに、当時のシラケ世代の寵児となる。
1979年、青い三角定規のメンバーで作曲家の岩久茂と結婚した。同年夏に男児を産みおよそ2年ほど芸能活動を休止したが、後に離婚した。結婚を経てかつてのフーテン、ツッパリ、シラケ、ナマイキイメージもとれて、美しさに磨きがかかり、80年代の新しい母親像なども好演し、桃井と違い、茶目っ気もあって明るくスタッフ受けもよく、また裸も綺麗で脱げることから、いい役にキャスティングされるようになった。復帰後、ソープ嬢を演じた『の・ようなもの』 （1981年）、冷めているが可愛げのあるヒロインに扮した『冒険者カミカゼ -ADVENTURER KAMIKAZE-』 （1981年）を始め、『さらば愛しき大地』 (1982年)、『夜汽車』 (1987年)、『異人たちとの夏』 （1988年）、『誘惑者』 （1989年）、『レッスン LESSON』 （1994年）、『深い河』 （1995年）などがある。2004年、『透光の樹』では、深遠な性愛シーンを披露した。

### 近年
近年はバラエティにもゲスト出演している。TBS系人気番組『クイズダービー』にもゲスト解答者としても数多く出演した。しかも1988年10月の特番で、当時産休中だった竹下景子に代わり、4枠に座っていた。ちなみに成績は12勝20敗、3割7分5厘と好成績を修めていた。
作詞家としても活動しており、DOGGY BAG、松尾光次にも楽曲を提供している。
2004年12月に26歳年下の日系アメリカ人と結婚したが、翌年夏に離婚した。その後、同じ男性と2006年2月に復縁（再婚）するが、2014年に再び離婚している。
2006年8月12日、第38回NHK『思い出のメロディー』で司会に初挑戦した。会見で「あのころは"痛がる時代"だったと思う」と独自の理論を披露した。
2007年1月からTBSでフリーアナウンサーの中井美穂と共に一視聴者と同じ視点に立った素直な切り口で『世界陸上大阪大会 秋吉&中井 We Love アスリート』の司会を務めた。なお、番組内で出演した各アスリートの写真を秋吉自らカメラマンとなって撮影し、ポスターを制作するコーナーがあった。この時の写真が好評で、世界陸上の会場にポスターの展示場が開設された。
最終学歴は高卒であったが、個別の入学資格審査を経て、2007年9月より早稲田大学大学院公共経営研究科専門職学位課程公共経営学専攻に入学し。2009年9月、同研究科を10人中の総代として修了、公共経営修士を取得した。世界遺産登録5周年記念事業「熊野古道国際交流シンポジウム尾鷲2009」にパネリストとして参加した。
2013年には出身地である福島の風評被害払拭のため消費者庁「東北未来がんばっぺ大使」に就任のほか、「三重県文化審議会委員」も務める。
2013年「わたしの人生〜我が命のタンゴ」でモナコ国際映画祭主演女優賞を受賞した。
2015年1月、35歳の長男が事故死した。

## 人物
趣味は旅行、特技は英会話。
肉が甘いからという理由ですき焼きが嫌い。
シラケが流行した1970年代の時代性を象徴し、そのユニークな言動が話題を呼んだ。当時はカワイコちゃんタレント全盛の時代でもあり、秋吉の言動は余計に目立つこととなる。芸能界にデビューしたての若い少女にありがちな発言を求めた記者に対抗して「面白くもないのにカメラの前で笑ったり、俳優ってバカみたい」などと発言し「シラケ女優」のレッテルを貼られた。また『妹』の公開前、宣伝のために出演した番組で共演者が礼儀正しくインタビューに答えていたのに対して、頬杖をついて別の方向を見ていた。なお、当時の様々なラディカルな言動については後に「不器用だったのかな」と振り返った発言もある。
2016年、写真集「KUMIKO AKIYOSHI 1973 NUDE」小学館の発売記念サイン会で、デビュー当時ヌード撮影だと事前に知らせず黙って現場へ連れて行った当時のマネジャーについては「お墓の下にいるけど、まだ許してない」と語っていた。
2020年から、雑誌「ココア共和国」（発行元：あきは詩書工房一般財団法人（仙台市））に掲載されたアマチュアの詩の中から、年間2本以上投稿した人を対象に選考の上「秋吉久美子賞」を贈呈している。審査員は秋吉と斎藤貢が務める。

## 受賞歴
- 第12回ゴールデンアロー賞 映画新人賞（昭和49年）『赤ちょうちん』『妹』『バージンブルース』
- プロデューサー協会新人賞（昭和49年）『バージンブルース』
- 第19回ブルーリボン賞 主演女優賞（昭和51年）『さらば夏の光よ』『あにいもうと』
- 第1回報知映画賞 主演女優賞（昭和51年）『あにいもうと』
- 第31回毎日映画コンクール 女優演技賞（昭和51年）『あにいもうと』
- アジア映画賞主演女優賞（昭和51年）『挽歌』
- 芸術選奨新人賞放送部門（昭和52年）『下町のおんな　風子』
- 第30回ブルーリボン賞 助演女優賞（平成2年）『夜汽車』
- 第1回日刊スポーツ映画大賞助演女優賞（昭和63年）『男はつらいよ 寅次郎物語』
- 第62回キネマ旬報賞 助演女優賞（平成元年）『異人たちとの夏』
- 第43回毎日映画コンクール 女優助演賞（平成元年）『異人たちとの夏』
- 第31回ブルーリボン賞 助演女優賞（平成元年）『異人たちとの夏』
- 第13回くまもと映画祭女優賞（平成元年）『異人たちとの夏』
- 国際評論家賞（平成2年）『誘惑者』
- モントリオール映画祭作品賞（平成7年）『深い河』
- 第19回山路ふみ子映画賞 女優賞（平成7年）『深い河』
- 第5回日本映画批評家大賞 女優賞（平成8年）『深い河』
- 第19回日本アカデミー賞 優秀主演女優賞（平成8年）『深い河』[23]
- 第14回日本映画批評家大賞 女優賞（平成17年）『透光の樹』

## 出演

### 映画
- 旅の重さ（1972年10月27日） - 加代 役
- 花心中（1973年）
- 十六歳の戦争（1976年8月19日  ） - 主演・埴科あずな / 有永みずえ 役（一人二役）
- 赤ちょうちん（1974年3月23日） - 霜川幸枝 役
- 妹（1974年8月14日） - 主演・小島ねり 役
- 青葉繁れる（1974年9月21日） - 若山ひろ子 役
- バージンブルース（1974年11月22日） - 主演・畑まみ 役
- 炎の肖像（1974年12月28日） - 今西きりこ 役
- 昭和枯れすゝき（1975年6月7日） - 典子 役
- 挽歌（1976年） - 主演・兵藤怜子 役
- さらば夏の光よ（1976年3月13日） - 主演・戸田京子 役
- 不毛地帯（1976年）
- パーマネント・ブルー 真夏の恋（1976年）
- あにいもうと（1976年）
- 突然、嵐のように（1977年）
- 八甲田山（1977年6月4日） - 滝口さわ 役
- 姿三四郎（1977年）
- ワニと鸚鵡とおっとせい（1977年）
- 地球へ…（1980年）（アニメ映画） - フィシス 役[24]
- の・ようなもの（1981年9月12日） - エリザベス 役
- 冒険者カミカゼ -ADVENTURER KAMIKAZE-（1981年）
- さらば愛しき大地（1982年。監督 柳町光男）
- 凶弾（1982年）
- 誘拐報道（1982年）
- ウィークエンド・シャッフル（1982年）
- 制覇（1982年）
- あいつとララバイ（1983年）
- 地平線（1984年）
- チーちゃんごめんね（1984年）
- ひとひらの雪（1985年）
- 夜汽車（1987年）
- 男はつらいよ 寅次郎物語（1987年）
- 異人たちとの夏（1988年）
- 誘惑者（1989年）
- 紅蓮華（1993年）
- レッスン LESSON（1994年）
- 深い河（1995年）
- 淀川長治物語神戸篇 サイナラ（2000年）
- 死びとの恋わずらい（2001年）
- 十七歳（2002年）
- 青の炎（2003年）
- 月の砂漠（2003年）
- 透光の樹（2004年）
- パラレル 愛はすべてを乗り越える―。(2009年)
- 不良少年　3000人の総番（2012年3月）
- ビターコーヒーライフ（2012年5月）
- 「わたし」の人生 我が命のタンゴ（2012年8月）
- インターミッション（2013年2月）
- 笑顔の向こうに（2019年）
- かぞく（2023年11月）[25]

### テレビドラマ
- 太陽にほえろ! 第53話「ジーパン刑事登場!」（1973年7月、日本テレビ・東宝）被害者・中上タカコ 役
- ボクのしあわせ（1973年、フジテレビ）
- 白い影 第10話（1973年9月、TBS）
- ポーラテレビ小説「愛子」（1973年 - 1974年、TBS）山科役
- 木下恵介・人間の歌シリーズ「冬の貝殻」（1973年、TBS）
- 浮世絵・女ねずみ小僧（1974年、フジテレビ）
- 土曜日の女シリーズ「女子高校生殺人事件」（1974年、日本テレビ・ユニオン映画）美雪 役
- 春のもつれ（1974年、日本テレビ）
- 誰のために愛するか（1974年、NET・東映）
- 天下堂々（1974年、NHK総合）
- 東芝日曜劇場（TBS）
  - 風は知っている（1974年、CBC）
  - はじめての休日（1975年、CBC）
  - ながれ藻（1975年、毎日放送）
  - 嘘（1975年、HBC）
  - 家族（1976年）
  - まつりのあとに（1978年、RKB）
- 薔薇婦人（1975年、日本テレビ）
- 許せない愛（1975年、TBS）
- ポーラ名作劇場（NET → テレビ朝日）
  - 黄昏にさようなら（1975年）
  - 果て遠き丘（1978年）
- 家庭の秘密（1975年、TBS）
- 寺島町奇譚（1976年、NHK総合）
- 逢えるかも知れない（1976年、フジテレビ）
- 青春の門（1976年、TBS）
- 結婚するまで（1976年、TBS）
- ドラマ人間模様（NHK総合）
  - 妻たちの二・二六事件（1976年） - 由起子 役
  - 夢千代日記シリーズ（1981年 - 1984年） - 芸者・金魚 役
  - 婚約（1987年） - 保科レイ子 役
- 海峡物語（1977年、テレビ朝日）
- 大河ドラマ（NHK総合）
  - 花神（1977年） - おうの 役
  - 独眼竜政宗（1987年） - 猫御前 役
  - 八重の桜（2013年） - 山川艶 役
- あにき（1977年、TBS）
- 土曜ワイド劇場（テレビ朝日）
  - 青い鳥を撃て（1977年）
  - 涙・暗くなるまで待って（1978年）
- 熱愛・むらさき情話（1978年、日本テレビ）
- 七人の刑事 第2話「第一通報者」（1978年、TBS）
- 素敵なあいつ（1978年、テレビ朝日）
- 波‐わが愛（1978年、TBS）
- 土曜ドラマ 「松本清張シリーズ・火の記憶」（1978年、NHK総合）ふみ/頼子 役（二役）
- 下町のおんなシリーズ・風子（1978年、フジテレビ）
- 標的（1979年、フジテレビ）
- あめゆきさん（1979年、TBS）
- オレンジ色の愛たち（1979年、TBS）
- 水の中の砂漠（1979年、TBS）
- 額田女王（1980年、関西テレビ）
- 土曜ナナハン学園危機一髪「シラケ帝国応答アリ」（1980年4月、フジテレビ）由美 役
- 五月の街（1980年、TBS）
- 妻は霧のなかで（1980年、フジテレビ）ゆき子 役
- 傑作推理劇場（テレビ朝日）
  - 消えた男（1980年7月29日）
  - お迎え火（1981年8月14日）
  - ステレオ殺人事件（1982年2月11日）
- 陽気な逃亡（1980年、フジテレビ）
- しあわせ戦争（1980年、TBS）悠子 役
- 加山雄三のブラック・ジャック（1981年、テレビ朝日）ケイコ 役
- 笑う真犯人・危険な妹（1981年、テレビ朝日）
- 第三の来訪者・危険な結婚（1981年、テレビ朝日）
- おとうと（1981年8月、NHK総合）げん 役
- 誘惑されて地獄行き・鮮やかなダブルトリック（1981年、テレビ朝日）
- ポーツマスの旗（1981年、NHK総合）
- ザ・サスペンス（TBS）
  - 入試問題殺人事件（1982年5月1日）
  - 悪霊の午後（1983年12月3日）
- 天使が消えていく（1982年、日本テレビ）
- 火曜サスペンス劇場（日本テレビ系）
  - 「悪魔の島の赤ちゃん」（1982年）- 主演
  - 「可愛い悪魔」（1982年、円谷プロ）- 主演・秋本涼子 役
  - 「逆光のなかの女」（1986年4月9日、STAFFアズバーズ）
  - 「震える髪」（1986年、東映）- 主演
  - 「原子炉の蟹」（1987年11月17日、東宝）- 主演・原田邑子 役
  - 「ラーメン横町・女たちの危険な午後」（1988年、PDS）- 主演・丸川峰子 役
  - 「大奥殺人事件」（1989年1月3日放送、東映）- 主演・滝川 役
  - 「いちど死んだ妻」（2000年、近代映画協会）- 田所葉子 役
  - 「十二月の花嫁」（2002年、テレパック）- 相川妙子 役
  - 「警部補佃次郎 21」（2005年、テレパック）- 大内麗子 役
- 壬生の恋歌（1983年、NHK総合）- おりょう、清乃（二役）
- ミステリー Wの悲劇（1983年、TBS） - 一条春生 役
- 片隅の二人（1983年、日本テレビ）
- エノケン・私が愛した喜劇王（1983年、TBS）
- おやすみ、テディ・ベア（1983年、TBS）
- 海の壁（1983年、日本テレビ）
- 嫁姑 女のいくさ（1984年、テレビ朝日）
- 花も嵐も踏み越えて 女優田中絹代の生涯（1984年、テレビ朝日）
- 銀河テレビ小説（NHK総合）
  - 新・青春戯画集（1984年）- 浅見祥子 役
- やさしい闘魚たち（1984年、TBS）
- 鳥よ…（1984年、TBS）
- 天璋院篤姫（1985年、テレビ朝日） - 和宮 役
- 未婚の女医の診察室（1985年、テレビ朝日）
- 血の華（1985年、TBS）
- 遊び上手（1986年、日本テレビ）
- 見つめられる女（1986年、テレビ朝日）
- 離婚しない女（1986年、フジテレビ）
- 橋の上の霜（1986年、NHK総合）
- 風の中の秘密（1986年、フジテレビ）
- TBS大型時代劇スペシャル「太閤記」（1987年1月1日、TBS）
- 神戸ポーアイ物語（1987年、TBS）
- 逢いたくて恋占い（1987年、TBS）
- さざん花の女（1987年、テレビ朝日）
- 女優競演サスペンス（1987年、関西テレビ・松竹、いずれも主演）
  - ホテル
  - 別れの予感
- ビデオパーティー（1987年、TBS）
- 年末時代劇スペシャル「田原坂」（1987年12月30日・31日、日本テレビ）
- ベストフレンド物語（1988年、日本テレビ）
- 恋はいつもアマンドピンク（1988年、テレビ朝日）
- 復顔 ペルシャ絨毯の女（1988年、フジテレビ）
- 熱き炎の旅・ここ過ぎて（1988年、テレビ東京）
- とんぼ（1988年、TBS）
- さよならは一度だけ…（1988年、フジテレビ）
- 望郷 中国服の女（1989年、フジテレビ）
- ロマンの果て（1989年、フジテレビ）
- 俺たちの時代（1989年、TBS）- 織原冴子 役
- セクシュアルハラスメント キャスター裕子の奪われた時間（1989年、TBS）
- 火曜スーパーワイド「危険な女ともだち」（1989年12月5日、テレビ朝日）
- 黒の斜面（1989年、フジテレビ）
- 樅ノ木は残った（1990年、日本テレビ） - おくみ 役
- 家族物語（1990年、NHK総合）
- イスタンブール 黒いヴェールの女（1990年、フジテレビ）
- 天と地と〜黎明編（1990年、日本テレビ）袈裟・藤紫 役※二役
- 夢十夜・世にも怪奇な物語（1990年、テレビ東京）
- 戦国乱世の暴れん坊 齋藤道三 怒涛の天下取り（1991年、テレビ朝日）
- 柴門ふみの恋愛論（1991年1月19日、テレビ朝日）
- 俺達に明日は来るのか（1991年、TBS）
- 月曜・女のサスペンス「フェミニズム殺人事件」（筒井康隆原作、1991年、テレビ東京） - 主演
- 大逆襲! 四匹の用心棒 （1991年、テレビ朝日・東映） - 八重・初江 ※二役
- もう一度別れのブルースを・淡谷のり子物語（1991年、テレビ朝日）
- 家族の食卓「第3話　進級テスト」（1992年、フジテレビ）
- 途中下車純情（1992年、TBS）
- 行け、我が思いよ金の翼に乗って（1992年、NHK総合）
- さよならをもう一度（1992年、フジテレビ）
- 恋人たちのターミナル（1992年、日本テレビ）
- 命のビザ（1992年、フジテレビ）
- ホテルドクター（1993年、テレビ朝日） - 諏訪千明 役
- 課長島耕作2 雨の京都慕情編（1994年、フジテレビ）
- 終らない夏（1995年、日本テレビ）
- 獄門島（1997年、TBS）
- 家康が最も恐れた男 真田幸村（1998年、テレビ東京）
- 名探偵明智小五郎 江戸川乱歩の「陰獣」（1998年、テレビ朝日）
- ケイゾク「死者からの電話」（1999年、TBS）
- 恋の奇跡「Stage 1」(1999年、テレビ朝日）
- 淀川長治物語 神戸篇 サイナラ TVヴァージョン（1999年、テレビ朝日）
- イントゥルーダー 見知らぬ息子は犯罪者 25年目の父子愛（1999年12月4日、テレビ朝日）
- 告知（1999年、フジテレビ）
- シンデレラは眠らない（2000年、日本テレビ）
- オーリー・風になる朝（2000年、NHK総合）
- 刑事（2000年、日本テレビ）
- ムコ殿（2001年、フジテレビ）
- 愛するあまり 樹海の失踪殺人事件（2001年、テレビ東京）
- 五瓣の椿（2001年、NHK総合）
- 茂七の事件簿 新ふしぎ草紙（2002年、NHK総合）
- スカイハイ（2003年、テレビ朝日）
- 電車男（2005年、フジテレビ）
- 土曜ワイド劇場（テレビ朝日系）
  - 「キソウの女」（2005年 - 、朝日放送・共同テレビ） - 里美今日子 役（第2作より）
- 警部補 佃次郎「妻の初恋」（2005年、日本テレビ） - 大内麗子 役
- 戦国自衛隊・関ヶ原の戦い （2006年、日本テレビ） - 淀君 役
- のだめカンタービレ（2006年、フジテレビ） - 桃平美奈子 役
- 悪魔が来りて笛を吹く（2007年1月、フジテレビ）
- 有閑倶楽部（2007年、日本テレビ）
- BS-TBSスペシャル時代劇 臥竜の天〜伊達政宗 独眼竜と呼ばれた男〜（2013年、BS-TBS） - 保春院 役
- ドラマ10「愛おしくて」（2016年、NHK総合） - 深浦怜子 役[26]
- 知らなくていいコト（2020年、日本テレビ） - 真壁杏南 役
- フィクサー Season1（2023年、WOWOW） - 画廊の店主 役
  - フィクサー Season3（2023年、WOWOW）[27]

### 舞台
- 卒業
- 恋のカーニヴァル 〜セーヌに咲いた4つの愛の物語
- 恋はコメディー
- 見知らぬ乗客
- 浮浪雲　(2012年9月3日〜9月22日)
- おかあちゃん 〜コシノアヤコ物語〜（2014年）
- 庭の見える部屋と四つの物語（2024年）[28]
- 三文オペラ 歌舞伎町の絞首台（2025年公演予定） - ジェニー 役[29]

### 吹き替え
- フュード/確執 ベティvsジョーン（2017年） - ベティ・デイヴィス〈スーザン・サランドン〉 役[30]

### その他のテレビ番組
- 思い出のメロディー（NHK総合・ラジオ第1） - 司会
- ヨーロッパ水風景 ドイツ ケルン〜フランクフルトの旅（BSジャパン、2013年9月8日・9月15日） - 旅人

他多数

### ラジオ
- 秋吉久美子のこの指止まれ（文化放送）パーソナリティ

### CM
- 日産自動車 チェリーF-II（1974年 - 1978年）
- 三井農林 日東紅茶
- 持田製薬 コラージュ化粧品
- ジュエリーマキ（1985年ごろ）
- 西宮酒造 日本盛（1988年）
- アサヒ飲料 三ツ矢サイダー
- Nikon ニコンオルマ70
- 日清食品 日清ラ王（1995年）[31]
- ヤマザキナビスコ チップスター
- レダ プラピュア・G
- コーセー モイスチャーマイルド
- ライフィックス エザック
- アコム

### インターネット動画
- つか金フライデーDOUGA　フジテレビ無料動画サイト - 見参楽（みさんが！）（2011年3月31日 - 6月30日　配信）

## 音楽

### アルバム
- LP 「秋吉久美子」（1975年12月　エレックレコード　 ELEC-9　/　再発売　ポリドール　MR-3039）
  - 初CD化（2004年　ユニバーサルミュージック　BRIDGE-017）
  - CD紙ジャケ仕様（2006年　バップ　VPCC-84554）
  - CD再発（2013年　ワーナーミュージック・ジャパン　WPCL-11560） 2013年最新デジタル・リマスター。
- LP 「秋吉久美子 PART II」 （1977年3月21日　ポリドール　MR-3057）
  - 初CD化（2004年　ユニバーサルミュージック　BRIDGE-026）

### シングル
- 7インチEP 「渇き / やさしくしたいの」（1978年　ポリドール　DR-6172）
- 8cmCD 「瞳のささやき」（1992年7月5日　マーキュリー・ミュージックエンタテインメント　PHDL-102）

### みんなのうた
- まちぼうけ

## 書籍
- 詩集「いないいないばあ」 講談社、1975年
- 散文集「つかのまの久美子」 青春出版社、1977年
- エッセイ集「勝手にさせて」 三一書房、1983年／河出文庫、1986年
- フォト詩集「C・U next tuesday」 新潮社、1998年
- 格言エッセイ「ドレスの下に　男は知らなくていい46の格言」 青山出版社、2007年
- 回想記「秋吉久美子 調書」（樋口尚文との共著）筑摩書房、2020年
- 「母を葬る」（下重暁子との共著）新潮新書、2024年

### 写真集
- TOO FAR FROM PARIS 週刊プレイボーイ特別編集（1983年、集英社、撮影：河合肇）
- ひとひらの雪 平凡パンチ臨時増刊（1985年、マガジンハウス、撮影：野村誠一）
- C・U next tuesday（1998年、新潮社）
- SHINCHO MOOK 005 月刊 秋吉久美子（1999年、新潮社、撮影：平間至）ISBN 978-4107900586
- Kumiko Akiyoshi（2003年12月、バウハウス、撮影：たかはし じゅんいち）ISBN 978-4894619579
- 1973NUDE（2016年3月、小学館、撮影：沢渡朔）ISBN 978-4096822197